# BTA
BARANJA TAMBURA AID (BTA), grupa od 15 hrvatskih pjevača iz svijeta tamburaške muzike (Željko Ergotić, Stjepan Jeršek Štef, Vlatka Kopić Tena, Viktorija Kulišić, Željko Lončarić Žec, Mario Nikolić, Blaženka i Pero Nikolin, Marta Nikolin, Mirjana Primorac, Stjepan Rudinski, Krunoslav Kićo Slabinac, Stanko Šarić, Miroslav Škoro i Željsko Witovsky) koja je 2004. godine snimila pjesmu "Oj Baranjo, ponosita mati" i spot za nju (muzika i tekst: Aleksandar Homoky odn. Mato Martinković i Stipo Golubov), u sklopu humanitarne akcije "Nek' Baranja uskrsne" za pomoć siromašnim baranjskim obiteljima i studentima te obnovi župnih crkava Baranjskog dekanata.
Izvor:
- S(aša) Matijević: "Tamburaška humanost prži!", "Osječki dom", V, 528, 28 - Osijek, 3-5. IV. 2004.